# Cziłtier-Marmara

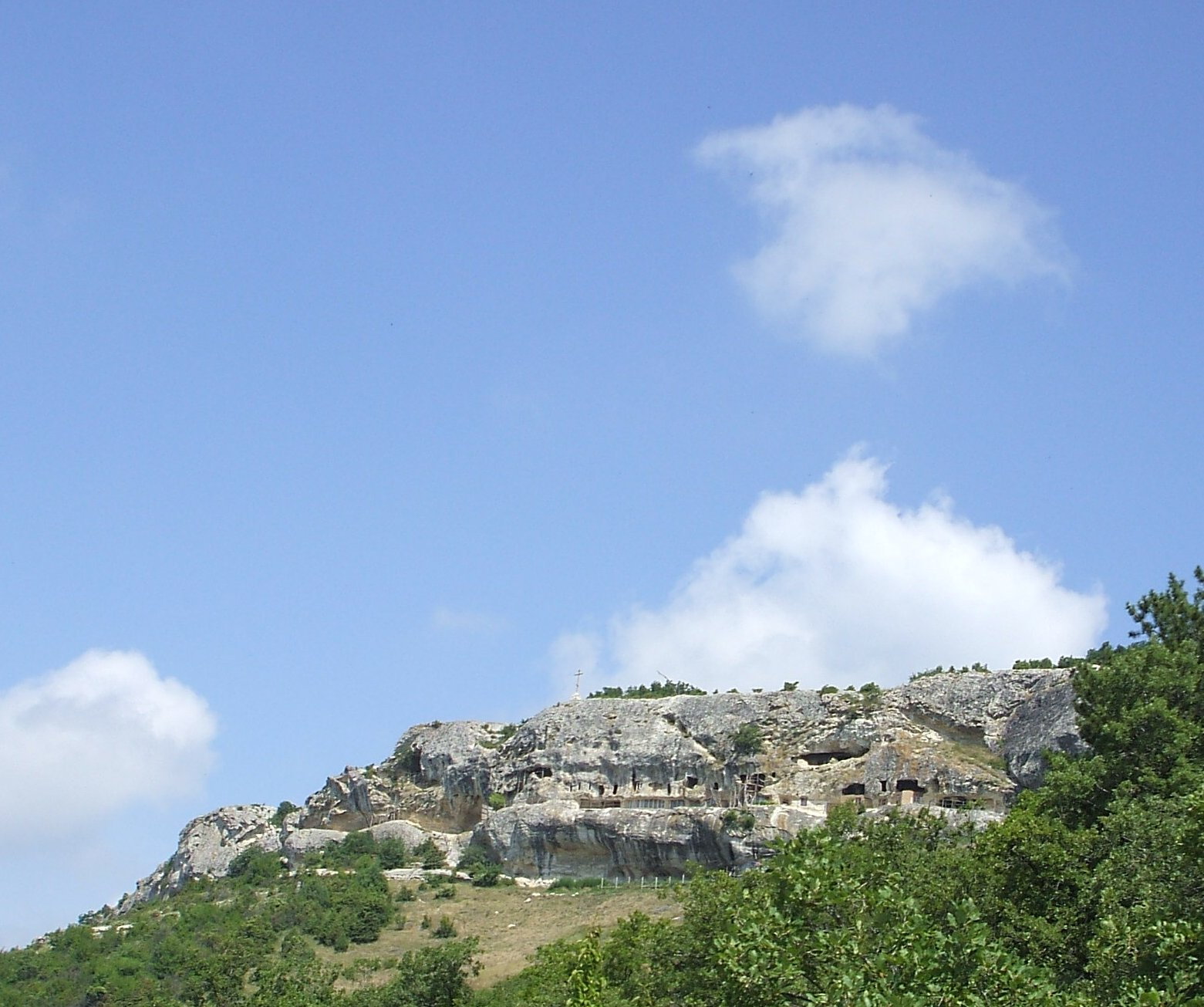
Cziłtier-Marmara widok z Ternivka

Cziłtier-Marmara (Чилтер-мармара) – średniowieczny skalny klasztor prawosławny zbudowany przez ludność grecką w zachodniej części Krymu na Ukrainie, leżący 1,5 km na północny zachód od wsi Ternowka i po 20 km od Sewastopola oraz Bakczysaraju.
Człon nazwy cziłtier oznacza krata, a Marmara to nazwa nieistniejącej dziś wsi, która w średniowieczu leżała poniżej klasztoru. Skalny klasztor tworzą 86 wykute w skałach  (rzadziej zagospodarowane naturalne jaskinie)  pomieszczenia (56 zachowanych i 30 mocno zniszczonych) rozmieszczone w pięciu poziomach. Groty najniższego poziomu były wykorzystywane jako kaplice grobowe i miejsca pochówku, a inne jako schronienia dla bydła. Leżący nad nim drugi poziom grot był najbardziej reprezentacyjny: wykute pomieszczenia są tu największe w całym kompleksie, a jedno z nich było główną i największą świątynią Cziłtier-Marmary (9x5,3 m, wysokość 2,5m, jest to część dużej 32x8 m jaskini naturalnej, w której ustawiono dwie ściany murowane wyodrębniając przestrzeń świątyni). Tu znajduje się także dawny refektarz. Kolejny od dołu, trzeci poziom, grupuje najliczniejsze groty (około 20), pełniące funkcję cel zakonników, z wyjątkiem jednej pieczary będącej cerkwią. Czwarty poziom pieczar był prawdopodobnie siedzibą przełożonych monastyru i składa się z 6 grot, w tym cerkiewnej oraz mieszkalno-gospodarczych. Funkcje grot najwyższego poziomu piątego nie są podane, z wyjątkiem jednej pieczary będącej małą kaplicą. Wszystkie poziomy, poza najniższym, mają klatki schodowe łączące je między sobą, z głównym wejściem do klatki na drugim poziomie. Ze zdobień zachowały się we wszystkich czterech cerkwiach wykute w ścianach krzyże, a w niektórych świątyniach także fragmenty napisów w języku greckim.
Klasztor powstał w XII - XIII w n.e., a rozkwit przechodził w XIV w. i w wieku następnym, aż do zajęcia przez Turcję tej części Krymu w 1475. Nie wiadomo czy po tej dacie klasztor porzucono, czy podupadał on stopniowo funkcjonując jakiś czas.
Z monastyrem Cziłtier-Marmara wiąże się też niewielki zespół sakralny położony kilometr na wschód od klasztoru i złożony z naturalnej jaskimi (20 x 5 m) przekształconej na cerkiew, kilkunastu schodów prowadzących do jaskini i portalu wejściowego w skale. Przypuszcza się, że był to skit podlegający klasztorowi.